# Funzione di correlazione (teoria quantistica dei campi)
Nella teoria quantistica dei campi, le funzioni di correlazione, spesso indicate come correlatori o funzioni di Green, sono valori di aspettazione del vuoto di prodotti ordinati temporalmente di operatori di campo. Sono un oggetto di studio fondamentale nella teoria quantistica dei campi, poiché possono essere utilizzate per calcolare varie osservabili come gli elementi della matrice S.
La funzione di correlazione può essere interpretata fisicamente come l'ampiezza per la propagazione di una particella o eccitazione tra y e x.

## Definizione
Per una teoria dei campi scalare con un singolo campo {\displaystyle \phi (x)} e uno stato di vuoto {\displaystyle |\Omega \rangle } a ogni evento (x) nello spaziotempo, la funzione a n punti è il valore di aspettazione del vuoto dei prodotti ordinati temporalmente di {\displaystyle n} operatori di campo nella rappresentazione di Heisenberg
{\displaystyle G_{n}(x_{1},\dots ,x_{n})=\langle \Omega |T\{{\mathcal {\phi }}(x_{1})\dots {\mathcal {\phi }}(x_{n})\}|\Omega \rangle .}
dove {\displaystyle T\{\cdots \}} è l'operatore di ordinamento temporale che ordina i campi da sinistra a destra all'aumentare del tempo. Trasformando i campi e gli stati nella rappresentazione di interazione, questa si riscrive come
{\displaystyle G_{n}(x_{1},\dots ,x_{n})={\frac {\langle 0|T\{\phi (x_{1})\dots \phi (x_{n})e^{iS[\phi ]}\}|0\rangle }{\langle 0|e^{iS[\phi ]}|0\rangle }},}
dove {\displaystyle |0\rangle } è lo stato fondamentale della teoria libera e {\displaystyle S[\phi ]} è l'azione. Sviluppando {\displaystyle e^{iS[\phi ]}} in serie di Taylor, la funzione di correlazione a n punti diventa una somma di funzioni di correlazione nella rappresentazione di interazione che può essere calcolata con il teorema di Wick. Una maniera per rappresentare questa somma è tramite i diagrammi di Feynman, dove ogni termine può essere valutato usando le regole di Feynman nello spazio delle posizioni.
La serie dei diagrammi che sorge da {\displaystyle \langle 0|e^{iS[\phi ]}|0\rangle } è l'insieme dei diagrammi delle cosiddette "bolle di vuoto", che sono diagrammi senza linee esterne. D'altra parte, {\displaystyle \langle 0|\phi (x_{1})\dots \phi (x_{n})e^{iS[\phi ]}|0\rangle } è dato dall'insieme di tutti i possibili diagrammi con esattamente {\displaystyle n} linee esterne. Siccome questo comprende anche diagrammi sconnessi con bolle di vuoto, la somma si fattorizza nel prodotto (somma sui diagrammi a bolla){\displaystyle \times }(somma di tutti i diagrammi senza bolle). Il primo termine quindi si cancella con il fattore di normalizzazione nel denominatore, con la conseguenza che la funzione di correlazione a n punti è la somma di tutti i diagrammi di Feynman eccetto le bolle di vuoto
{\displaystyle G_{n}(x_{1},\dots ,x_{n})=\langle 0|T\{\phi (x_{1})\dots \phi (x_{n})e^{iS[\phi ]}\}|0\rangle _{\text{senza bolle}}.}
Pur non includendo nessuna bolla di vuoto, la somma include diagrammi sconnessi, che sono diagrammi in cui almeno una linea esterna non è collegata a nessuna delle altre linee esterne attraverso qualche percorso connesso. Escludendo questi diagrammi sconnessi si definiscono invece funzioni di correlazione a n punti connesse
{\displaystyle G_{n}^{c}(x_{1},\dots ,x_{n})=\langle 0|T\{\phi (x_{1})\dots \phi (x_{n})e^{iS[\phi ]}\}|0\rangle _{\text{connessi, senza bolle}}}
È spesso preferibile lavorare direttamente con questi, poiché contengono tutte le informazioni contenute dalle funzioni di correlazione complete, poiché qualsiasi diagramma sconnesso è semplicemente un prodotto di diagrammi connessi. Escludendo altri insiemi di diagrammi si possono definire altre funzioni di correlazione come le funzioni di correlazione irriducibili a una sola particella.
Nella formulazione dell'integrale sui cammini, le funzioni di correlazione a n punti sono scritte come una media funzionale
{\displaystyle G_{n}(x_{1},\dots ,x_{n})={\frac {\int {\mathcal {D}}\phi \ \phi (x_{1})\dots \phi (x_{n})e^{iS[\phi ]}}{\int {\mathcal {D}}\phi \ e^{iS[\phi ]}}}.}
Possono essere valutate usando il funzionale di partizione  {\displaystyle Z[J]} che agisce come un funzionale generatore, con {\displaystyle J} che è un termine di sorgente, per le funzioni di correlazione
{\displaystyle G_{n}(x_{1},\dots ,x_{n})=(-i)^{n}{\frac {1}{Z[J]}}{\frac {\delta ^{n}Z[J]}{\delta J(x_{1})\dots \delta J(x_{n})}}{\bigg |}_{J=0}.}
Allo stesso modo, le funzioni di correlazione connesse possono essere generate usando {\displaystyle W[J]=-i\ln Z[J]} as
{\displaystyle G_{n}^{c}(x_{1},\dots ,x_{n})=(-i)^{n-1}{\frac {\delta ^{n}W[J]}{\delta J(x_{1})\dots \delta J(x_{n})}}{\bigg |}_{J=0}.}